# فيكتور فاسنستوف
فيكتور فاسنستوف (بالروسية:Ви́ктор Миха́йлович Васнецо́в)، رسام روسي شهير.كان فيكتور رسام محترف يرسم بلمحة تاريخية وفلكلوري روسي معروف.

## سيرة الحياة
ولد فكتور فاسنيتسوف في 15 مايو /ايار عام 1848 في قري لوبيال بمحافظة فياتكا في اسرة قسيس . وتلقى التعليم الابتدائي في مدرسة الكنيسة وواصل الدراسة في مدرسة فياتكا الدينية. لكنه ترك الدراسة فيها قبل اتمامها وسافر بمباركة والده إلى بطرسبورغ من اجل الالتحاق مدرسة الرسم التابعة لجمعية تشجيع الفنون ومن ثم بأكاديمية الفنون الامبراطورية(1867-1873). وبعد التخرج سافر إلى الخارج للاطلاع على المدارس الفنية في أوروبا. وشارك في معارض الأكاديمية ومن ثم في معارض حركة المعارض المتنقلة (بيريدفيجنيكي)، وانضم إلى حلقة مامونتوف الأدبية والفنية في ضيعة ابرامتسوفو. وصمم الجناح الروسي في المعرض العالمي في باريس(1898). كما صمم الطوابع المخصص ريعها لدعم صندوق إغاثة ضحايا الحرب في عام 1914.

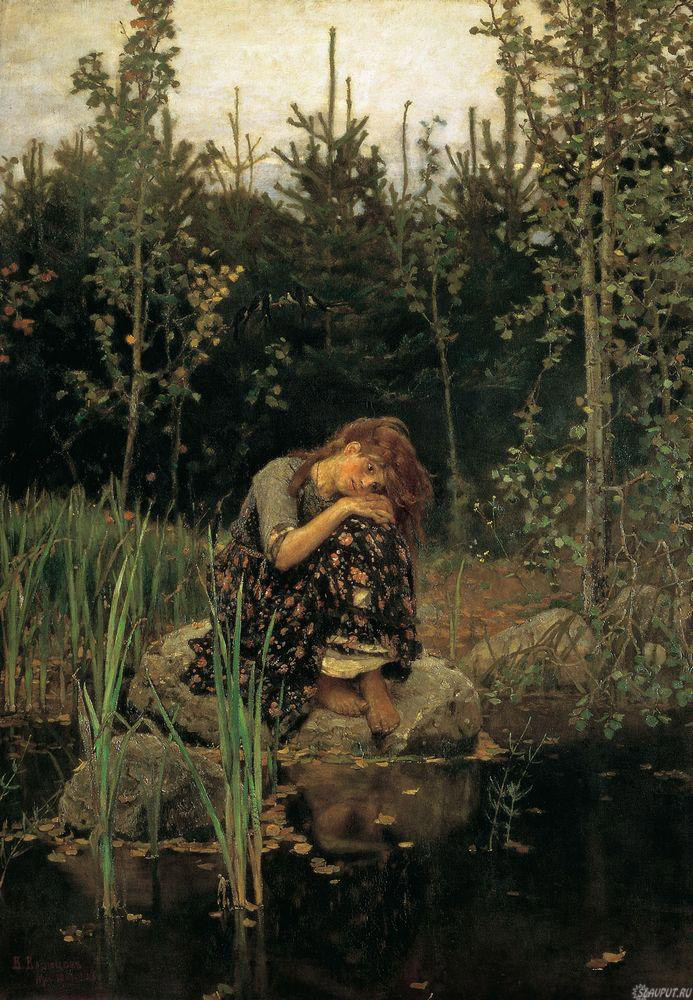
لوحة "اليونوشكا"(1881)

وبعد عام 1905 تقرب من اتحاد الشعب الروسي دون أن يصبح عضواً فيه، وقام بتمويل وتصميم صحف ونشرات الحركة الفوضوية، ومنها نشرة «كتب الحزن الروسي». وفي عام 1915 شارك في تأسيس جميعة انبعاث روس الفنية مع فنانين آخرين في زمانه.
توفي فاسنيتسوف في 23 يوليو/تموز عام 1926 في موسكو.

## من أعماله

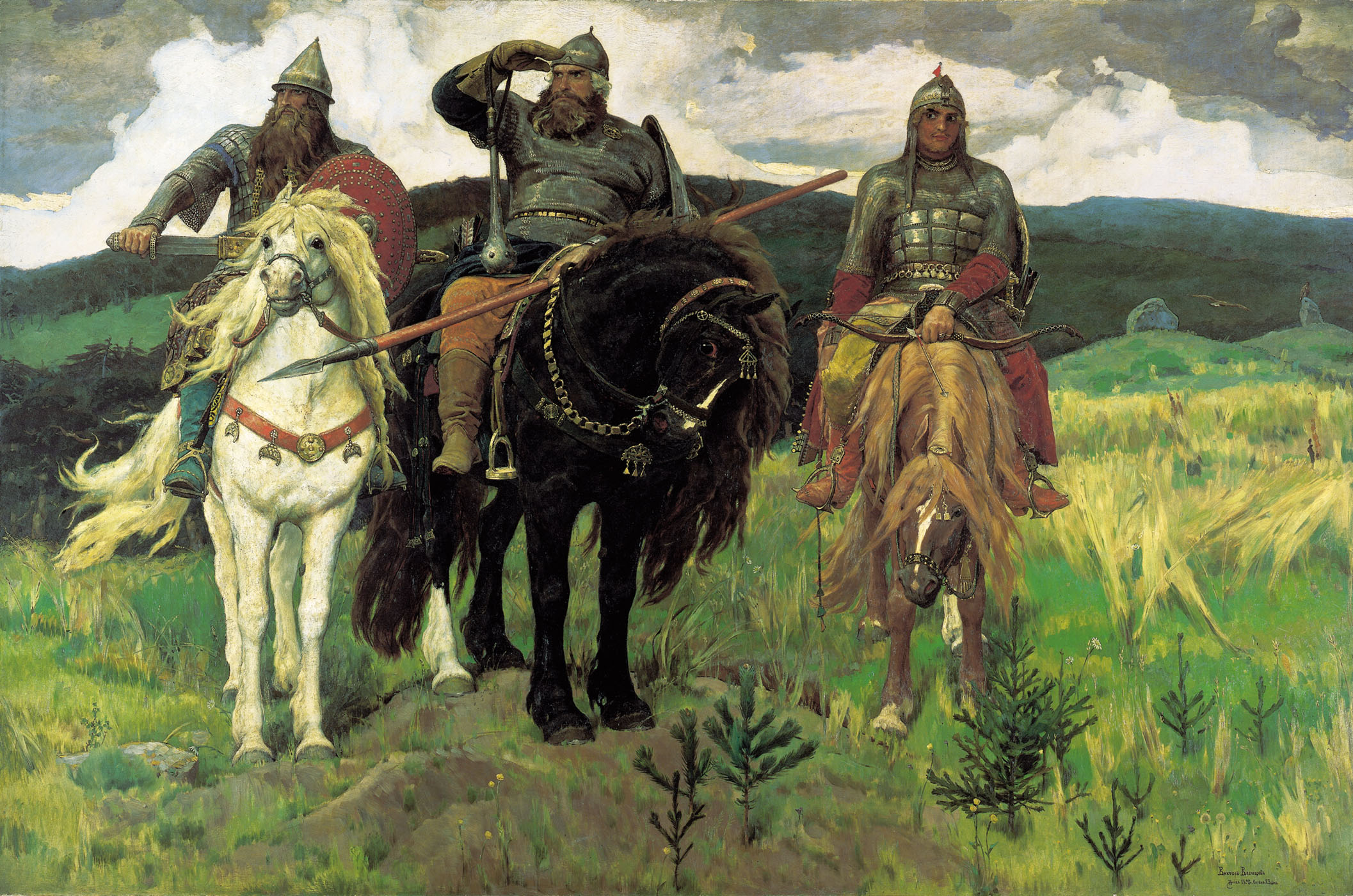
الأبطال

## وصلات خارجية
- فيكتور فاسنستوف على موقع الموسوعة البريطانية (الإنجليزية)
- فيكتور فاسنستوف على موقع ميوزك برينز (الإنجليزية)
- فيكتور فاسنستوف على موقع ديسكوغز (الإنجليزية)

- http://www.artvek.ru/vasnecov.html